# Antonae guttipes
Antonae guttipes är en insektsart som beskrevs av Walker. Antonae guttipes ingår i släktet Antonae och familjen hornstritar. Inga underarter finns listade i Catalogue of Life.